# Flughafen Lycksele

i7
i11
i13
Der Flughafen Lycksele (schwedisch Lycksele flygplats, IATA-Code: LYC, ICAO-Code: ESNL) ist ein schwedischer Regionalflughafen. Er liegt im südlichen Lappland nahe bei Lycksele in der gleichnamigen Gemeinde, rund 700 Kilometer nördlich der schwedischen Hauptstadt Stockholm.
Einziger Linienflug war die zweimal täglich eingerichtete Verbindung der Fluggesellschaft Nextjet von Arvidsjaur via Lycksele nach Stockholm/Arlanda. Die Strecke wurde am 16. Mai 2018 wegen Insolvenz von Nextjet eingestellt.

## Weblink
- Homepage (schwed.)